# لابوا
لابوا (بالإنجليزية: Labuha)‏ هي منطقة سكنية تقع في إندونيسيا في هالماهيرا سيلاتان ‏.